# József Verebes
József Verebes (Budapest, 23 de marzo de 1941-13 de marzo de 2016) fue un futbolista y entrenador de fútbol húngaro.

## Clubes

### Como futbolista
| Club            | País    | Año       | Partidos | Goles |
| --------------- | ------- | --------- | -------- | ----- |
| Ferencvárosi TC | Hungría | 1961-1962 | 3        | 0     |
| Budapesti VSC   | Hungría | 1963-1964 |          |       |

### Como entrenador
| Club                           | País    | Año       |
| ------------------------------ | ------- | --------- |
| Videoton FC                    | Hungría | 1979-1981 |
| Győri ETO FC                   | Hungría | 1981-1986 |
| MTK Budapest FC                | Hungría | 1986-1992 |
| Selección de fútbol de Hungría | Hungría | 1987-1988 |
| Budapest Honvéd FC             | Hungría | 1992-1993 |
| Győri ETO FC                   | Hungría | 1993-1994 |
| Selección de fútbol de Hungría | Hungría | 1993-1994 |
| Vasas SC                       | Hungría | 1994-1995 |
| Diósgyőri VTK                  | Hungría | 1996      |
| Videoton FC                    | Hungría | 1998-1999 |
| Lombard-Pápa TFC               | Hungría | 2000-2001 |